# Ďurková (okres Stará Ľubovňa)
Ďurková je obec na Slovensku v okrese Stará Ľubovňa. Žije zde 219 obyvatel.
Přestože nejstarší písemná zmínka pochází již z roku 1427, jako samostatná obec Ďurková existuje až od roku 1958, kdy vznikla osamostatněním osady Ďurka od obce Plaveč a přejmenováním na svůj současný název.

## Poloha a charakteristika
Ďurková leží v Prešovském kraji na severovýchodním úpatí Levočských vrchů v nadmořské výšce 500 – 700 m. Okolí obce je většinou odlesněné, jen na jihozápadě se nachází smrkový porost. Z geologicko-geomorfologického hlediska se obec nachází ve flyšovém pásmu slovenských Západních Karpat.

## Dějiny
Dějiny obce sahají do 2. poloviny 14. století, písemně je poprvé doložena v roce 1427 pod názvem Gewrkuagasa. Pozdější písemné zmínky obec vzpomínají jako GYÜRK, Gyurkow, Djurkow či Ďurka. Historicky obec patřila panství Plaveč.